# وادي السلطان (كعيدنة)

تعديل مصدري - تعديل

وادي السلطان هي إحدى قرى عزلة أسلم ناشر بمديرية كعيدنة التابعة لمحافظة حجة، بلغ تعداد سكانها 1421 نسمة حسب تعداد اليمن لعام 2004.